# Movida madrileña

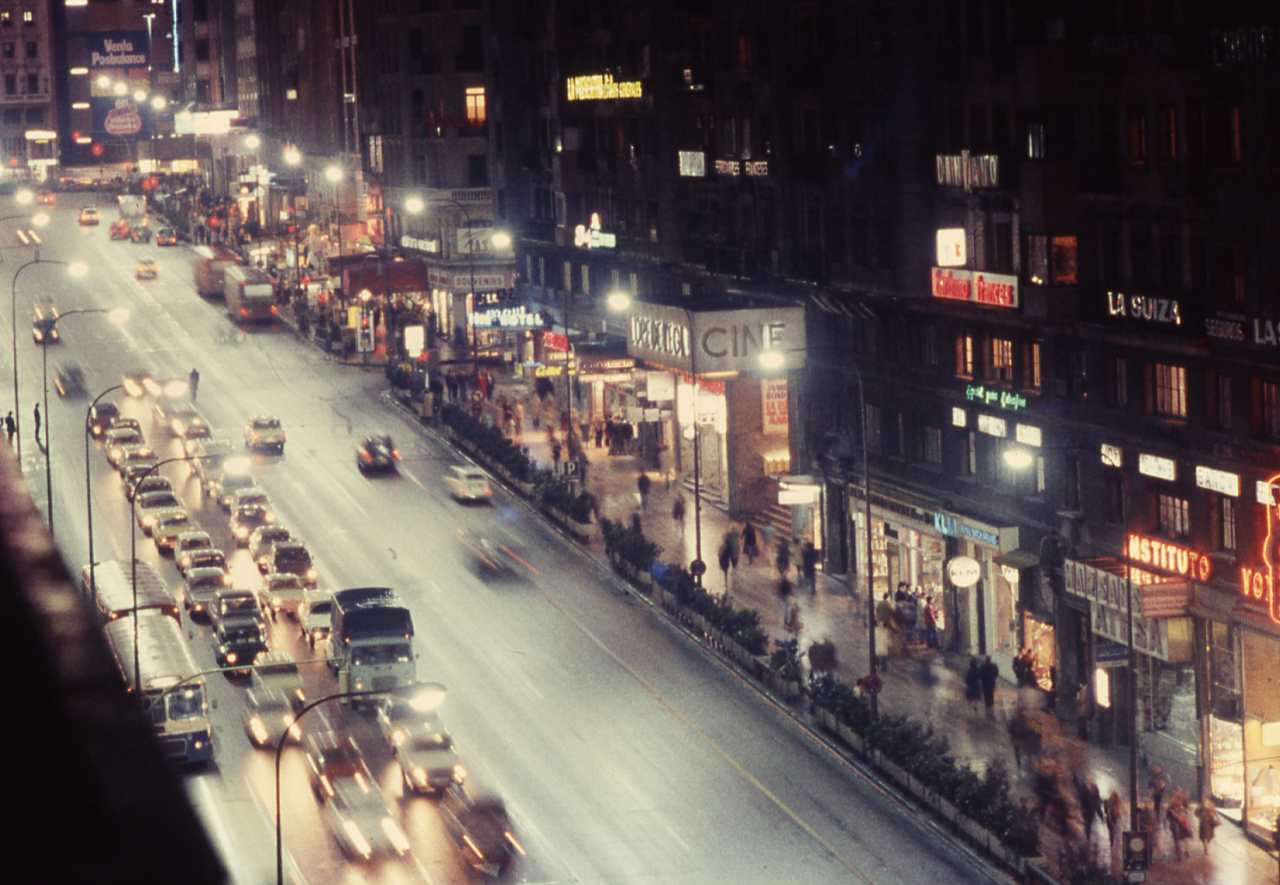
Madrid por la noche (1980). Desde La Movida siguen en el vocabulario madrileño expresiones como «Madrid nunca duerme», «Esta noche, todo el mundo a la calle» o «Madrid me mata».

La movida madrileña fue un movimiento contracultural surgido en Madrid durante los primeros años de la transición de la España posfranquista, que se extendió a otras provincias con el nombre genérico de la Movida, hasta su finalización a mediados de la década de 1980. 
Se considera que el movimiento se precipitó tras el Concierto homenaje a Canito el 9 de febrero de 1980, en memoria de dicho músico y cantante, promovido en la Escuela de Caminos de Madrid por un grupo de estudiantes que posteriormente formaron la banda Los Secretos. La primera reunión importante tuvo lugar en 1981 con motivo del «Concierto de primavera» de la Escuela de Arquitectura.
Se ha destacado la importancia de programas musicales en su difusión y mitificación, como los de Radio España, con Jesús Ordovás, Rafael Abitbol y Gonzalo Garrido; Radio El País, con Moncho Alpuente y Madrid Me Mata, Radio Popular, con Julio Ruiz; Radio Juventud, con Paco Pérez Bryan y Sardinita; Radio Centro, con Javier Díez, etc. También fueron determinantes los fanzines (sucedáneos de revistas que reflejaran el fenómeno), que dieron cierta entidad literaria y catalogaron las estéticas y eventos de la Movida en Madrid. Destacaron Licantropía y Monster; La Pluma Eléctrica,  96 Lágrimas y Du Duá, de Sardinita; Rockocó, de Miguel Trillo; Ediciones Moulinsart, de Pepo y Kiko Fuentes; Lollipop, de los futuros creadores del sello discográfico de igual nombre; Mental, de Juan Mental; Banana Split, de los hermanos Astudillo y La Parlote de Patricia Godes, en clave de parodia. También Garageland, creado por Chema Díaz en 1985, y maquetado por Aurora García, «Kitty Orsa».
Más tarde aparecieron las revistas La Luna y Madrid Me Mata de Óscar Mariné, y otras publicaciones financiadas por los ayuntamientos de Madrid y de Vigo (donde también tuvo lugar la conocida como Movida viguesa). Publicaciones como las citadas fueron el baluarte del movimiento, que halló reflejo en algunos programas televisivos como Musical Express, Popgrama, La bola de cristal, Si yo fuera presidente de Fernando García Tola y La edad de oro de Paloma Chamorro, y tuvo sus cronistas a Fernando Márquez en fanzines (Kaka de Luxe, La Liviandad del Imperdible, El Corazón del Bosque) y su obra literaria, Sardinita en los fanzines y su columna en la revista La Luna de Madrid, en el escritor y periodista Francisco Umbral desde su columna en el diario El País; sus cantantes en Enrique Urquijo, Antonio Vega, Paco Clavel, Santiago Auserón y Olvido Gara (más conocida como «Alaska»), su poeta en Eduardo Haro Ibars, su tebeo en Madriz, su graffitero en Juan Carlos Argüello (Muelle), su ídolo artístico en Andy Warhol y sus lugares de culto en Rock-Ola, La sala Carolina, El Sol, El Pentagrama, La Vía Láctea, Marquee, El Jardín, El Escalón, El Cien por Cien, etc.
Las principales «capitales» de la movida  fueron Madrid y Vigo, si bien se extendió después a otras capitales españolas.  El fenómeno coincidió con la despenalización de la homosexualidad, la venta de anticonceptivos, el resurgimiento del feminismo y el laicismo en la sociedad. También se ha glosado la importancia de las drogas que, siguiendo la pauta de los círculos musicales de Occidente, llegarían a España, provocando la muerte de gente de la música, el cine y el teatro afectos a la Movida. El consumo de sustancias psicotrópicas encarnó los valores nihilistas que sus integrantes abanderaron.

## Historia

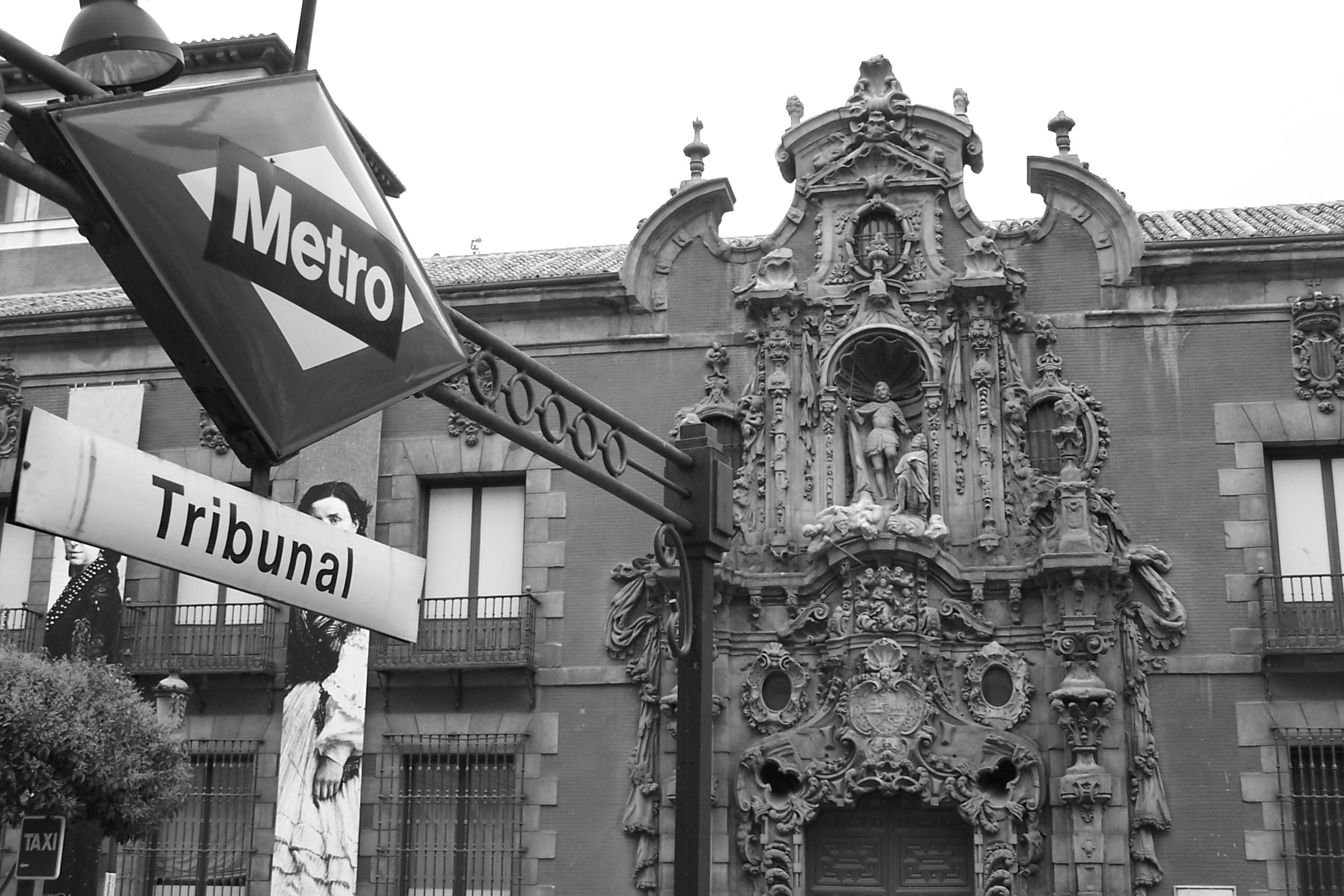
En los barrios de Tribunal y San Bernardo se movía gran parte de la noche madrileña de los 80

La noche madrileña siempre fue muy activa; su primer cronista fue a principios de siglo Ramón Gómez de la Serna, un devoto de El Rastro y de lo kitsch; existía desde siempre un interés inusual en las llamadas «culturas alternativas» o underground. Todo ello había estado germinando desde los movimientos culturales juveniles que anteriormente, a través del boom turístico, habían llegado del resto de Europa en los 60 y 70 y que, con el cambio de régimen, encontrarían ya un terreno abonado para desenvolverse completamente. Fue parte del cambio y liberalización cultural e ideológica a que se abriría la gran mayoría de la sociedad española en general.
Los comienzos de lo que después se ha conocido como la movida madrileña fueron entre 1977-1978 alrededor de los grupos musicales de la nueva ola madrileña, primera hornada punk en Madrid a imitación de lo que sucedía en varias ciudades anglosajonas (Londres, Nueva York o Los Ángeles) en esos mismos días.
Esos grupos musicales tienen un denominador común: sus maquetas (entonces no había sellos independientes y grabar un disco era muy difícil) sonaban en los programas musicales de Onda 2 (Radio España), Dominó de Gonzalo Garrido, Dinamita de Rafael Abitbol, Jesús Ordovás, Mario Armero, Patricia Godes, etc.; Julio Ruiz, que en principio no apoyó el punk ni la nueva ola, terminó programando los grupos de la Movida en su Disco grande, de Radio Popular. Paco Pérez Bryan, que en principio sí apoyó el punk (Ramoncín a la cabeza), en El Búho, en Radio Juventud, se inclinó más por los grupos de chapa: Rosendo, Miguel Ríos, etc. 

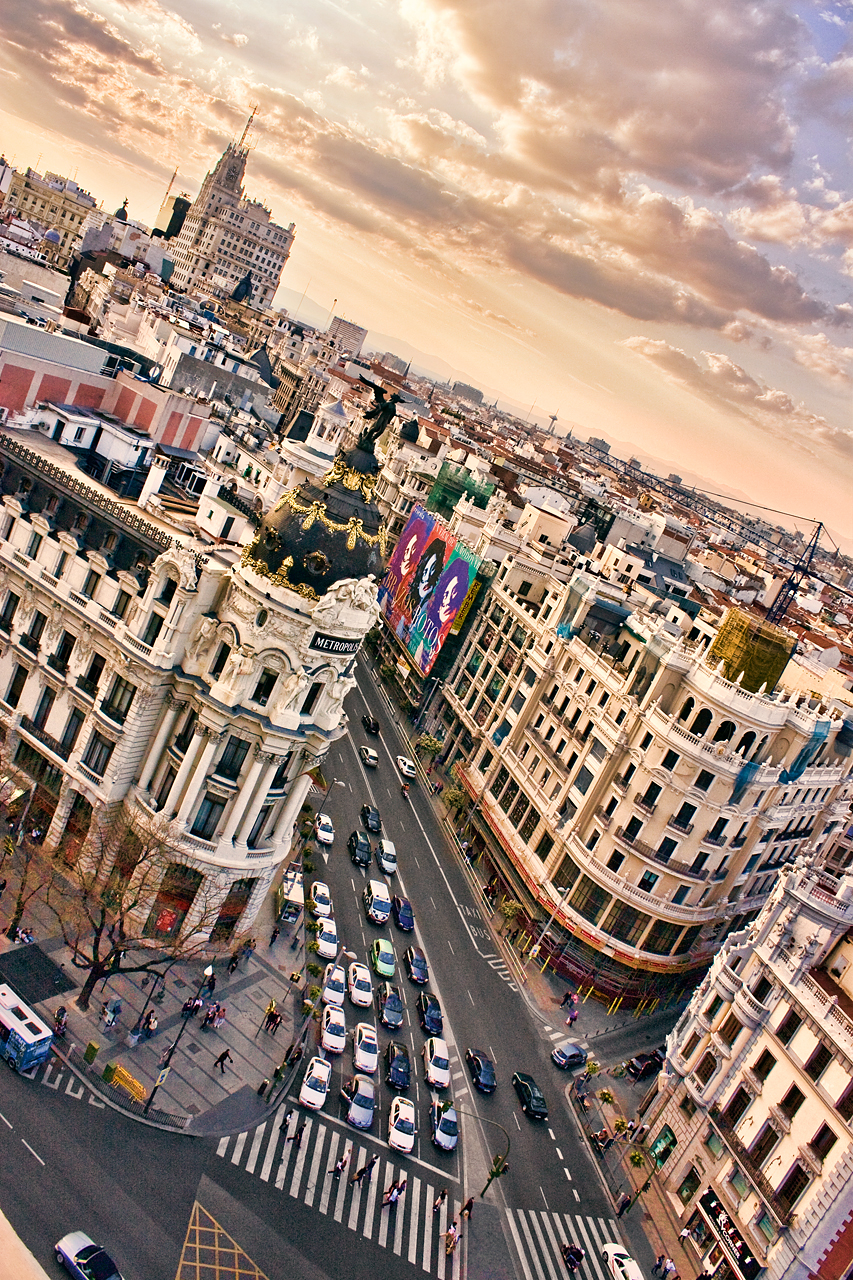
Vista del centro de Madrid

Se reconoce como pistoletazo de salida de la movida al llamado Concierto homenaje a Canito en memoria de José Enrique Cano Leal, difunto batería de Tos (futuros Los Secretos), que había muerto a consecuencia de un accidente de tráfico ocurrido en la Nochevieja de 1979. En dicho concierto, organizado desde los micrófonos de Onda 2, celebrado el 9 de febrero de 1980 en la Escuela de Caminos de Madrid, actuaron los citados Tos, Mermelada, Nacha Pop, Mamá  , Paraíso, Alaska y los Pegamoides, Trastos, Mario Tenia y los Solitarios y Los Rebeldes (futuros Los Bólidos, sin relación con el grupo catalán Los Rebeldes).

Sin embargo, quizás el momento cumbre de la Movida madrileña fue el 23 de mayo de 1981, cuando los alumnos de la Escuela Técnica Superior de Arquitectura de Madrid de la Universidad Politécnica de Madrid junto a Klub organizaron "El Concierto de Primavera". Más de 15 000 personas se dieron cita en dicho acontecimiento histórico, en un festival de más de ocho horas de duración en el que participaron en orden y por sorteo Farenheit 451, Alaska y los Pegamoides, Flash Strato, Los Modelos, Tótem, Rubi y los Casinos, Mamá, Los Secretos y Nacha Pop.

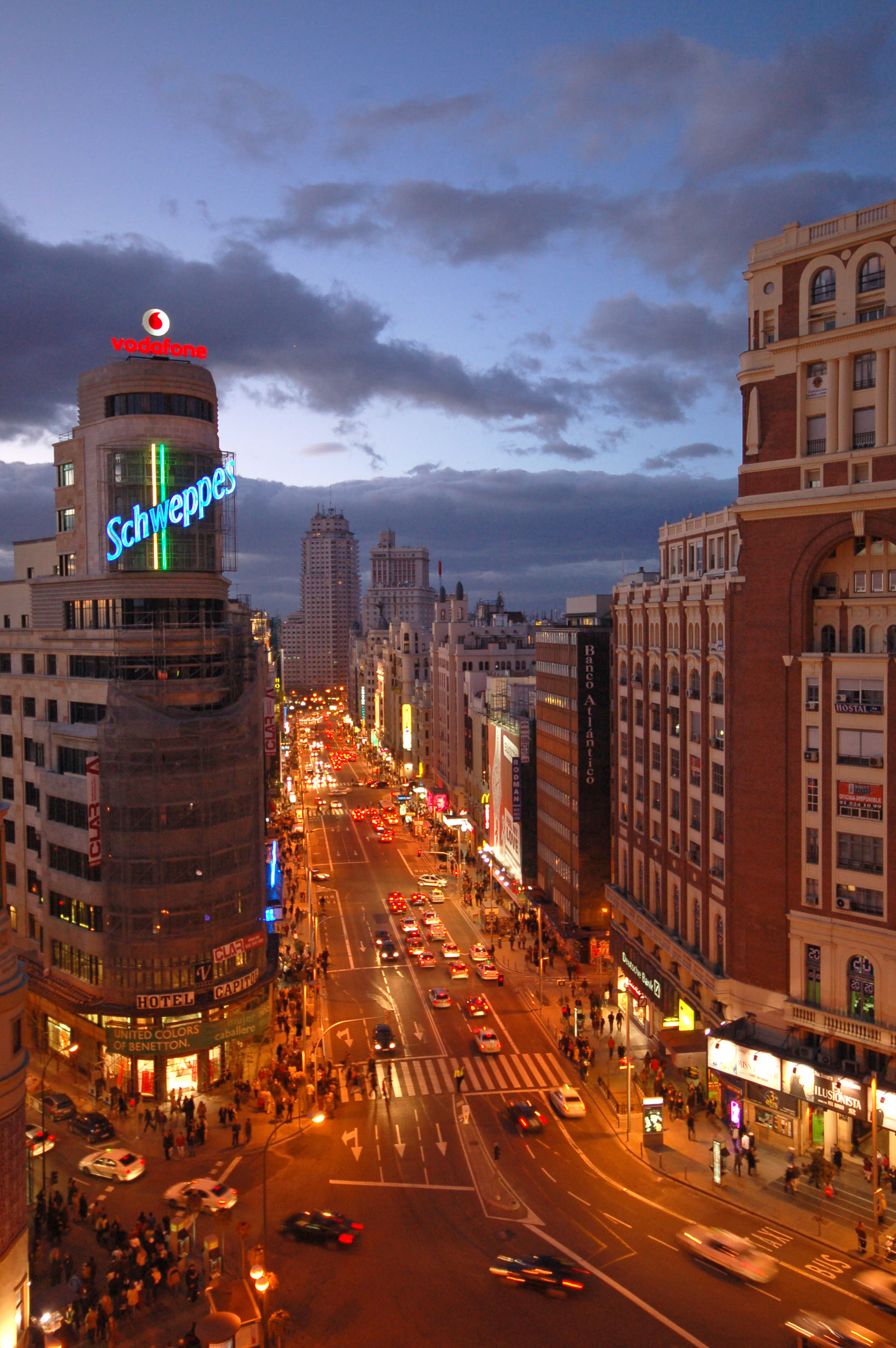
Plaza del Callao

Nacido en Madrid, el movimiento tomó muy pronto una envergadura mucho mayor a nivel sociológico y nacional, extendiéndose miméticamente a otras capitales españolas, con la connivencia y aliento. Fue apoyada por algunos políticos, principalmente socialistas, entre los que destacaría el entonces alcalde de Madrid, Enrique Tierno Galván, que había estudiado profundamente desde un punto de vista sociológico la cultura marginal juvenil (véanse los ensayos contenidos en su obra El miedo a la razón). El apoyo político a esta cultura alternativa pretendía mostrar un punto de inflexión entre la sociedad franquista y la nueva sociedad de la democracia. Esta imagen de una España "moderna", o cuando menos abierta a la modernidad, sería utilizada internacionalmente para combatir la imagen negativa que el país había adquirido a lo largo de cuatro décadas de dictadura. No obstante, y a pesar de este movimiento contracultural, gran parte de las estructuras sociales y económicas del país eran heredadas del régimen anterior.
Por su parte, la aparición de sellos independientes de grabación discográfica (DRO, MR, Nuevos Medios, Spansuls, TicTac, Tres Cipreses, Lollipop, etc.) colaboró en la difusión de música que las multinacionales del disco no patrocinaban.

## Ámbitos de expresión

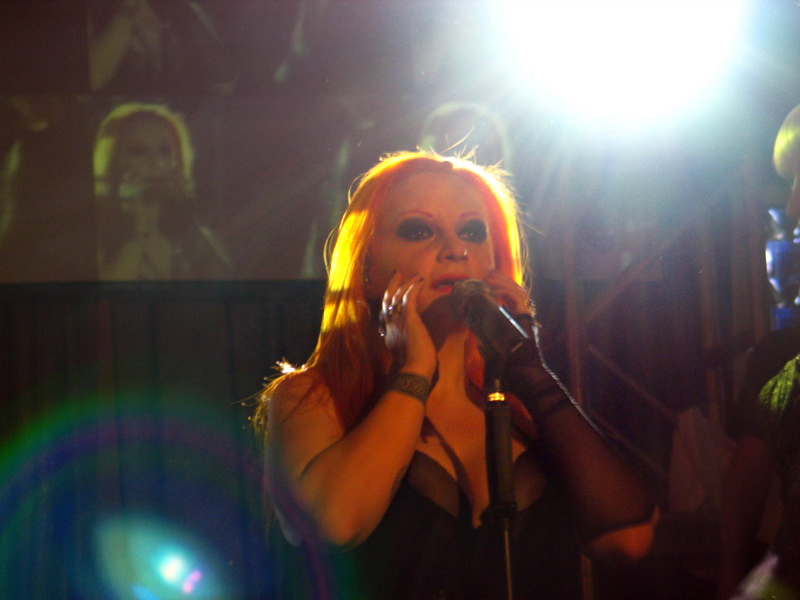
Olvido Gara, «Alaska», vocalista de Alaska y los Pegamoides.

La Movida produjo estilos y vertientes nuevas en:
- Música: Los grupos que destacaron en la Movida se han convertido con el paso de los años en grupos de culto; entre ellos destacan Kaka de Luxe, Alaska y los Pegamoides, Alaska y Dinarama Pop Decó / Paraíso, Radio Futura, Nacha Pop, Los Secretos, Mamá, Ejecutivos Agresivos, los Elegantes, Los Modelos, Danza Invisible, Tótem, La UVI, Aviador Dro, Los Bólidos, Los Nikis, Zoquillos, Zombies, La Fundación, Parálisis Permanente, Derribos Arias, Glutamato Ye-ye, Ciudad Jardín, Alphaville, Polanski y el Ardor, La Mode, Las Chinas, Rubi y los Casinos, Gabinete Caligari, Los Coyotes, Farenheit 451, Los Monaguillosh, Décima Víctima, Flash Strato, Los Pistones, Clavel y Jazmín, Espasmódicos, Larsen, PVP, Burning, Mermelada, La Broma de Ssatán. A veces se incluyen a algunos grupos de otras provincias de España, como los vascos de Orquesta Mondragón, Duncan Dhu, Aventuras de Kirlian, Dinamita pa' los Pollos, los gallegos Siniestro Total, Semen Up, Os Resentidos, Aerolíneas Federales y Golpes Bajos, los valencianos Glamour, Betty Troupe, Seguridad Social, Video los murcianos Farmacia de Guardia, los barceloneses Loquillo, los Desechables, Los Burros, Decibelios, Los Rebeldes, Brighton 64, etc. También en ocasiones se incluyen dentro de la rama musical de la Movida madrileña pioneros del tecno-pop de la capital como Mecano, Azul y Negro, Tino Casal, La Unión, Hombres G y otros; o grupos como Malevaje, formación que combinó el tango argentino con el casticismo de la capital. Sin embargo, la inclusión de algunos de estos nombres, así como los de Tequila, Ramoncín, los grupos del sello Chapa Discos —Cucharada, Leño, Topo, Barón Rojo, Obús, etc.— y otros grupos contemporáneos, es polémica, dado que los participantes más destacados de la Movida presentaban esta, en buena medida, como una reacción contra el estilo de la mayoría de esos grupos,[12] del mismo modo que la escena del heavy metal y hard rock madrileño de la época siempre consideró La Movida como un producto manufacturado por las clases políticas para eclipsar a esos otros movimientos más "contestatarios".[13][14]  Mención especial al fenómeno de las compañías discográficas independientes, ya que, entre 1981 y 1986, surgieron una serie de sellos que dinamizaron el panorama del disco: DRO, GASA, Twins, Nuevos Medios, Discos Lollipop, Spansuls, Dos Rombos, Rara Avis, Flor y Nata y tantos otros sellos. Muchos desaparecidos, otros absorbidos por multinacionales y en algunos raros casos, sobreviviendo a duras penas.  Desde las cadenas musicales de Radio Nacional de España, Radio 3 y Radio España FM se transmitía lo que sucedía y se convirtieron en portavoces de la Movida Jesús Ordovás, Rafael Abitbol, Gonzalo Garrido, Julio Ruiz y otros locutores. Sin embargo, no se puede limitar la Movida a un estilo de música particular o concreto, ni confundirlo con una sección de ella, sea glam rock, punk, Post punk, Deathrock gótico, New Wave o tecno, pues la juventud entera que participó arrolladoramente en esa época se distinguió por adoptar una gran variedad y libertad de gustos y subculturas musicales, alternativos a los anteriormente presentados oficialmente como populares.

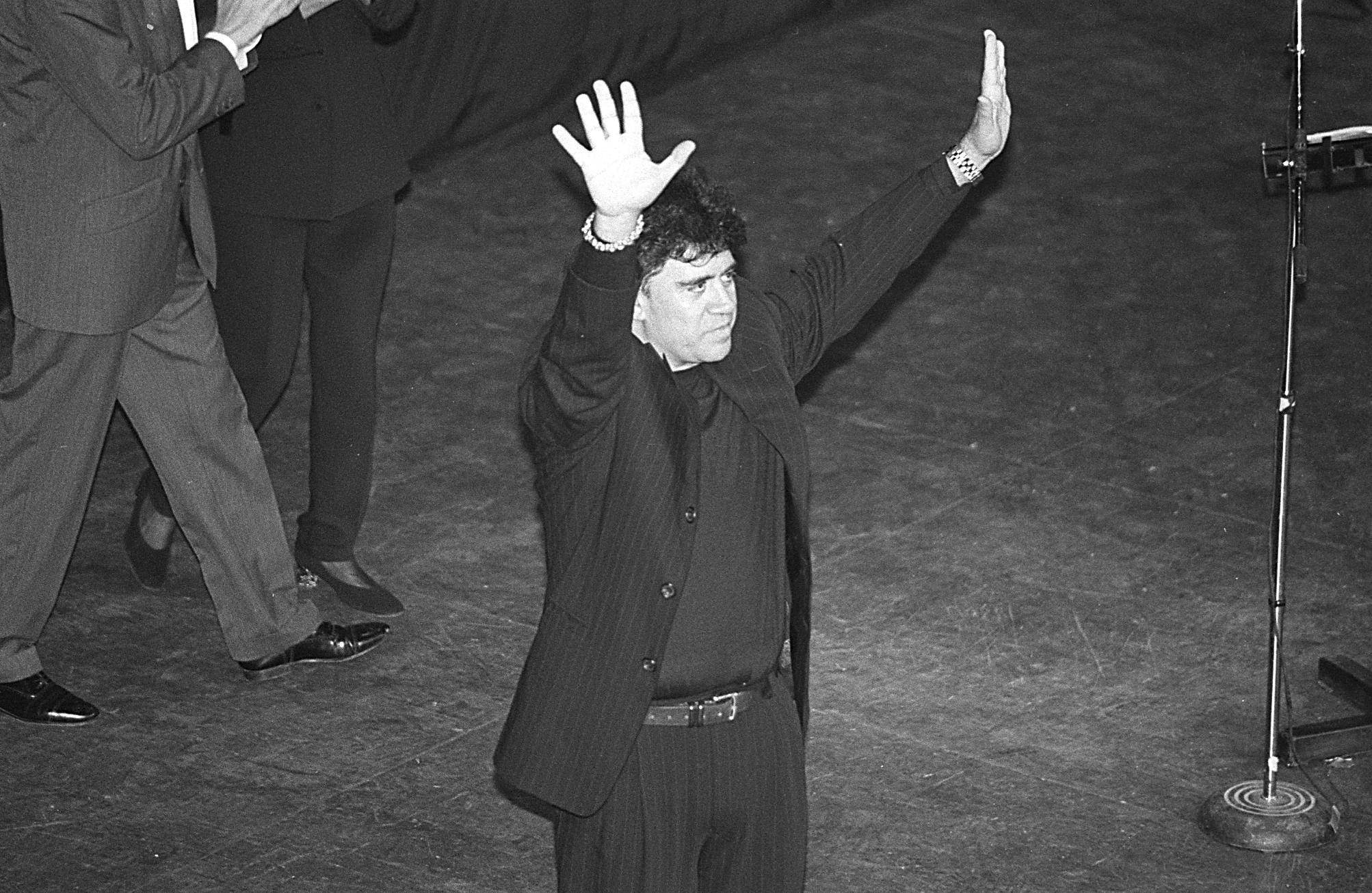
Pedro Almodóvar fue uno de los iconos de la Movida.

- Cine, con Pedro Almodóvar como máximo exponente (Pepi, Luci, Bom y otras chicas del montón (1980), Laberinto de pasiones (1982), pero también Fernando Trueba con películas emblemáticas como Ópera prima (1980) o Fernando Colomo. Sin olvidar a Iván Zulueta y su innovadora obra Arrebato. Radio Futura, grupo de la Movida

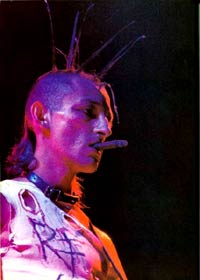
Radio Futura, grupo de la Movida

- Historieta (Cómic): Ceesepe, El Hortelano, Montxo Algora, Agust, Pejo y Alberto García-Alix fundaron el colectivo «Cascorro Factory» para vender sus cómics en El Rastro, produciendo las primeras ideas transgresoras de la incipiente "Movida madrileña", y abriéndose poco a poco a otras disciplinas gráficas. En Barcelona, destacaban ya artistas como Nazario, padre del cómic underground autóctono, luego denominado línea chunga. Posteriormente, la revista subvencionada Madriz funcionó de 1984 a 1987 como laboratorio de nuevas tendencias, asociadas a la posmodernidad. En sus páginas publicaron los autores Antonio Aragüez, Arranz, Camús, Asun Balzola, Federico del Barrio, Juan Calonge, Ceesepe, Guillem Cifré, El Cubri, Santiago Cueto, Kiko Feria, Carlos Giménez, Guzmán el Bueno, Juan Jiménez, Ana Juan, LPO, Marcos, Martín, Ana Miralles, Rafa Negrete, José Manuel Nuevo, OPS, Raúl, Rubén, Sento, Luis Serrano, Carlos Torrente o Fernando Vicente. El cómic fue una expresión contracultural que reflejó una realidad social diferente a la que mostraban los medios de comunicación tradicionales, ofreciendo un reflejo histórico superior al que ofrecían otras artes coetáneas. Muchos de ellos pasaban "lisa y llanamente, de contar historia alguna", aproximándose más a la experimentación gráfica de lo que era habitual hasta entonces en el cómic.[15]

- Literatura, surgida a la palestra el 13 de marzo de 1984 con el debate en la Tertulia de Creadores (Círculo de Bellas Artes de Madrid) «Narrativa en la Posmodernidad», en el que participaron Gregorio Morales, Vicente Molina Foix, Luis Antonio de Villena, Javier Barquín, José Tono Martínez, Luis Mateo Díez, Sardinita, José Antonio Gabriel y Galán, José Luis Moreno-Ruiz y Ramón Mayrata. La mayor parte de ellos —como Gregorio Morales (alma de la Tertulia de Creadores), José Tono Martínez o Ramón Mayrata— eran colaboradores regulares de La Luna.[16] Sus objetivos se pueden sintetizar en estas palabras de Gregorio Morales: “Superación de la narrativa decimonónica y de la vanguardista. Asunción completa del presente, precisamente para definirlo, negarlo y saltar por encima de él. Construcción de nuevas realidades que muestren horizontes desconocidos. Ser la reina de las artes, la avanzadilla de la renovación, la definidora de las modas. Erigirse en el juego lingüístico del entorno, definidor y organizador de los otros juegos. Y pese a todo, no buscar ninguna trascendencia, aunque sí el humor, la ironía, el desgarramiento o la belleza. Ser, en definitiva, tan variada y original como el universo y tan humilde como una intocable”.[17]

- Prensa, La prensa genuina de La Movida fueron los fanzines; con un contenido preponderantemente musical, pero no exclusivamente, los medios artesanales reflejaron e impulsaron el verdadero espíritu de La Movida, hasta entonces conocida como "el rrollo", y contribuyeron a la creación de una identidad común. Premamá, (Prensa Marginal Madrileña) de La Cochu (Laboratorios Colectivos Chueca) con su oficina en la calle Augusto Figueroa, agrupaba a los primeros de la época: Mmmm...!, Muá, Muasica, Diario Desarraigado, Schmurz, Pchi-Pchi y otras (todos de 1976 a 1978). Después, el rompedor de esquemas "96 Lágrimas" (1980 - 1982) de Sardinita, "La Pluma eléctrica" (1982), "Licantropía" (1982), "Grátix" (1983), "Du-Duá" (1983) y un sinfín de otras publicaciones, hasta la aparición de las revistas La Luna (1983), junto con Madrid Me Mata (1984) de Oscar Mariné, y posteriormente Madriz (1985).

- Editoriales: Ediciones Libertarias Prodhufi (este último término es el acrónimo de "Producciones Huerga Fierro") dirigida por Antonio J. Huerga y Charo Fierro de 1975-1995 y más tarde cambiarían el nombre de la editorial para nombrarla Huerga y Fierro editores, que sigue en activo. En sus páginas publicaron prácticamente todos los integrantes de la "Movida madrileña", Eduardo Haro Ibars, Gregorio Morales, José Saavedra Poppy, Javier Sádaba, Fernando Savater, José Tono Martínez, Leopoldo María Panero, Javier Memba, José Luis Moreno-Ruiz, César Cortijo y muchos otros. Ediciones La Piqueta cuya alma era María Fuentetaja donde lo hicieron otros más ligados a las artes, la música y la ilustración, como los locutores Jesús Ordovás y Diego Alfredo Manrique. Y Ediciones La Banda de Moebius del filósofo y poeta Agustín García Calvo y el grupo de la Comuna Antinacionalista Zamorana donde lo hicieron Carlos Tena, Emilio Sola, Javier Sandoval o Fernando Márquez El Zurdo.

- Televisión: Coincidiendo con la etapa de José María Calviño al frente de la entonces única cadena de televisión en España, TVE, se emitieron numerosos programas de televisión que fueron reflejo de la Movida. Especialmente La edad de oro dirigido y presentado por Paloma Chamorro. Pero también Musical Express, Popgrama, La bola de cristal, de Lolo Rico, Si yo fuera presidente de Fernando García Tola y Caja de ritmos, de Carlos Tena.[18]

- Fotografía. Aparte de Alberto García-Alix, hay que hacer una mención especial para el fotógrafo 'outsider' de la Movida, pero esencial, Gorka de Dúo que fue el único de éstos que fotografió y acompañó a Andy Warhol, así como de Ouka Leele o Pablo Pérez Mínguez (PPM). Vicente Lluna y Mariví Ibarrola son dos importantes fotógrafos de la movida. También destaca Miguel Trillo, que más que a los grupos musicales, fotografió (y fotografía) a los grupos urbanos.

- Pintura. Aparte de Ceesepe o El Hortelano, destacaron los Costus, dúo de origen gaditano cuyo piso en la calle de La Palma fue un importante crisol de la Movida, además de Guillermo Pérez Villalta, Sigfrido Martín Begué, Ricardo Pecharromán y otros pintores de la Nueva figuración madrileña. También fueron referentes la pintora Patricia Gadea, su marido Juan Ugalde, también pintor, así como el mallorquín Juan Segura.

- Moda, con Ágatha Ruiz de la Prada o Luis Devota con Modesto Lomba  como pioneros de la onda fashionista en la actualidad [cita requerida] y con Manuel Piña.

- Graffiti, siguiendo la estela de El Muelle (Juan Carlos Argüello).
- Locales (Templos de La Movida y garitos de moda) La Vía Láctea, La sala El Sol, la sala Rock-Ola, la sala Clamores, la sala Galileo Galilei, el Pentagrama más conocido como El Penta, el bar El Palentino y el Kwai, regentado por el mítico Constante.

## Legado
Años después de esta época, TVE organizó a través de su página web una encuesta sobre los temas musicales más populares y emblemáticos de la Movida, cuyos resultados fueron los siguientes, por orden desde el más votado:
1. Escuela de calor (Radio Futura)
2. Chica de ayer (Nacha Pop)
3. Perlas ensangrentadas (Alaska y Dinarama)
4. Bailando (Alaska y los Pegamoides)
5. Déjame (Los Secretos)
6. Salta! (Tequila)
7. Enamorado de la moda juvenil (Radio Futura)
8. ¿Qué hace una chica como tú en un sitio como este? (Burning)
9. Autosuficiencia (Parálisis Permanente)
10. Groenlandia (Los Zombies)
11. Divina (Radio Futura)
12. Para ti (Paraíso)
13. Cuatro rosas (Gabinete Caligari)
14. Me gusta ser una zorra (Vulpes)
15. El ritmo del garage (Loquillo y los Trogloditas)
16. El imperio contraataca (Los Nikis)
17. Quiero ser santa (Parálisis Permanente)
18. Hoy no me puedo levantar (Mecano)
19. Antes de que salga el sol (Nacha Pop)
20. Ladrones de juguetes (Waq)

Entre los grupos que más se valoran se encuentran: Clavel y Jazmín, Parálisis Permanente, Alaska y los Pegamoides, Alaska y Dinarama, Derribos Arias, Pistones, Los Bólidos, Radio Futura, Los Secretos, Hombres G, Aerolíneas Federales, Nacha Pop, Gabinete Caligari, Mecano, Tino Casal, Olé Olé, Loquillo y los Trogloditas, Paraíso y Farenheit 451.
El poeta Luis Antonio de Villena novelizó esta época en Madrid ha muerto. Lo mismo hizo el novelista Gregorio Morales en su obra La individuación.
En 2008, el Baile de la rosa, organizado en Mónaco por el príncipe Alberto dedicó el baile anual a la Movida madrileña.